# Real Madrid Baloncesto "B"
El Real Madrid Baloncesto "B", referenciado como Real Madrid Baloncesto EBA debido a la competición en la que milita, la Liga EBA, cuarta categoría del baloncesto español. Es el primer equipo filial del Real Madrid de Baloncesto. El segundo equipo de la sección de baloncesto fue constituido en 1998 y refundado en 2006 tras una disolución de tres años. Nació en 1957 bajo la denominación de Club Hesperia, aunque sus orígenes se remontan a 1931 (CB Fiesta Alegre). Disputa sus partidos como local en la Ciudad Deportiva Real Madrid (Valdebebas, Madrid).

## Historia
Es fundado como equipo filial y dependiente del Real Madrid de Baloncesto en la temporada 1998-99, donde empezó jugando en la Liga EBA, hasta su disolución en la temporada 2003-04. Renació de nuevo en la temporada 2006-07, para jugar en la Liga LEB Plata (antes denominada LEB 2), pero acabó descendiendo a la LEB Bronce, donde se mantuvo hasta la temporada 2010-11. En la temporada 2009-10 se disuelve la LEB Bronce, por lo que juega la LEB Plata para descender finalmente a la Liga EBA donde juega actualmente.
Aunque, hay que mencionar, que antes de la confección de la Liga EBA, el Real Madrid ya contaba con un equipo filial en 1931 (y en 1934 en su modalidad femenina), bajo el nombre de "Madrid B", hasta la concesión de "Real" en la temporada 1939/40. En la temporada 1931/32 se proclamó subcampeón del Campeonato Regional de Castilla de la 2.ª Categoría (2.ª División). En 1935 se proclamaría subcampeón de la 1.ª Categoría (bajo el nombre de "Círculo de la Unión Mercantil").
En la temporada 1953/54 (denominado el filial como "Fiesta Alegre" y posteriormente también como "Hesperia") se proclamaría campeón, ya en su correspondiente categoría (Copa de Castilla de 2.ª categoría). Además, el filial B denominado "Club Hesperia Madrid", disputaría el Campeonato Nacional de Liga de 1.ª División desde la temporada 1957-58 a la temporada 1959-60, cuando abandona la Liga al finalizar la temporada, siendo ocupada su plaza por el Canoe, año en que se proclamó subcampeón de la Copa del Rey (1960), tras perder curiosamente frente a su equipo matriz por 76-64. Ha sido la única ocasión en la historia de la competición que se han enfrentado en la final un equipo y su filial. El equipo filial se deshizo del Barcelona en las semifinales del torneo para encontrarse con su propio filial en el partido por el título. El Hesperia, que lideraba un joven Lolo Sainz, había dejado en el camino al finalista del año anterior (Aismalíbar) y al campeón de 1958 (Juventud de Badalona). Los ‘mayores’ se llevaron el título por 76-64. Los filiales blancos siguieron cosechando grandes resultados y, lo que es más importante, dando buenos jugadores al primer equipo.
En la temporada 1956/57, los equipos infantil y juvenil se proclamaron campeones de Castilla y de España siendo todo un éxito; además de 2 Torneos importantes impulsados por el Real Madrid para fomentar la cantera ("Gran Torneo Real Madrid"). La preocupación por la cantera se mantiene y aparecen nuevos equipos. El juvenil de la temporada anterior se inscribió en bloque en la 2.ª División (pasando a ser el segundo equipo filial, anteriormente reconocido como el filial B), y bajo el nombre de "Gimnasio Real Madrid" se inscribe un equipo en tercera.
Con el equipo juvenil (haciendo las veces de filial "B" del Real Madrid) conquistó 12 Campeonatos de España de Baloncesto Juvenil desde 1955 hasta 1993.
Sin competir durante tres años (1994-1998) hasta la confección de la Liga EBA (1994), es fundado en la temporada 1998/99 cuando el equipo se integra en la Liga EBA. El filial "B" se refunda nuevamente en 2006 tras una disolución de tres años (2003-2006), jugando actualmente en la Liga EBA. Hay que mencionar que durante la década de los años 1980 Las Rozas era considerado un equipo filial a efectos oficiosos.
En la temporada 2010/11 se proclamó subcampeón de la Liga Regular EBA (en su respectivo grupo).
Al comienzo de la temporada 2014/15 se proclamó campeón de la sexta edición del Torneo de Liga EBA de la FBM, siendo la primera vez en conquistar este título regional oficial que organiza la Federación de Baloncesto de Madrid cada pretemporada para enfrentar a los equipos madrileños de la liga EBA (similar al Torneo de la CAM ACB de la FBM). Tras superar las diferentes eliminatorias llegó a la gran final frente al Estudiantes, venciendo 57-53 gracias a un último cuarto decisivo en el que los blancos lograron un parcial de 19-5. Además, finalizó la temporada siendo campeón de su grupo, aunque luego quedó cuarto en la fase de ascenso.
En el Torneo de Liga EBA de la FBM  de la temporada 2016/17 consiguió llegar hasta semifinales, cayendo frente al Canoe (57-68). Antes había vencido al Rivas en cuartos de final (61-41).

## Instalaciones
Desde la temporada 2016/17 cuenta sus propias instalaciones deportivas ubicadas dentro de la Ciudad Deportiva Real Madrid, en Valdebebas (Madrid), al igual que el equipo de fútbol, hasta entonces utilizadas sólo en casos puntuales. Serán cuatro pistas utilizables a la vez, una para la primera plantilla y el resto para los equipos de cantera: el filial EBA, el júnior, los dos cadetes y los dos infantiles, así como el equipo alevín. De esta manera, los jugadores disponen de sus propias habitaciones para quedarse a comer y a descansar en jornadas de entrenamiento con sesiones de mañana y tarde, incluso en las horas previas de determinados encuentros.
Hasta la inauguración del pabellón de la Ciudad Real Madrid, el Real Madrid "B" nunca tuvo un pabellón propio, jugando en diferentes instalaciones deportivas. Ha jugado partidos como local en Alcorcón (temporadas 1998/99 y 1999/00), en la Ciudad Deportiva Virgen del Val de Alcalá de Henares (temporadas 2001/02 y 2002/03), en el Pabellón Parque Corredor de Torrejón de Ardoz (temporadas 2006/07 y 2007/08), en el pabellón polideportivo de la Ciudad del Fútbol de Las Rozas de Madrid (temporada 2008/09), el pabellón Polideportivo El Torreón de Pozuelo de Alarcón (temporada 2009/10), y desde la temporada 2010/11 hasta la 2015/16, en la Ciudad Deportiva Valle de las Cañas (Pozuelo de Alarcón), donde sí logró convertir la instalación en centro de entrenamiento para todas las categorías, pero sin residencia. En Valdebebas, la sección dio otro paso al frente en la mejora de su estructura. Allí también se ubicaron las oficinas del baloncesto, hasta entonces localizadas en el Estadio Santiago Bernabéu.

## Palmarés
Véase en palmarés: "Real Madrid de Baloncesto B - Júnior" y "Real Madrid Baloncesto Juvenil".

## Temporadas
Resumen de las temporadas del Real Madrid Baloncesto "B", incluyendo sus precedentes en el equipo juvenil.
| Temporada | Categoría                                    | División                                     | Posición                                     | Notas                                        |
| --------- | -------------------------------------------- | -------------------------------------------- | -------------------------------------------- | -------------------------------------------- |
| 1953–54   |                                              | Cto. España Juvenil                          |                                              | –                                            |
| 1954–55   |                                              | Cto. España Juvenil                          |                                              | –                                            |
| 1955–56   |                                              | Cto. España Juvenil                          | 4º                                           | –                                            |
| 1956–57   |                                              | Cto. España Juvenil                          | 1º                                           | Campeón                                      |
| 1957–58   |                                              | Cto. España Juvenil                          | 2º                                           | Subcampeón                                   |
| 1958–59   |                                              | Cto. España Juvenil                          |                                              | –                                            |
| 1959–60   |                                              | Cto. España Juvenil                          |                                              | –                                            |
| 1960–61   |                                              | Cto. España Juvenil                          |                                              | –                                            |
| 1961–62   |                                              | Cto. España Juvenil                          | 3º                                           | –                                            |
| 1962–63   |                                              | Cto. España Juvenil                          | 2º                                           | Subcampeón                                   |
| 1963–64   |                                              | Cto. España Juvenil                          | 2º                                           | Subcampeón                                   |
| 1964–65   |                                              | Cto. España Juvenil                          | 1º                                           | Campeón                                      |
| 1965–66   |                                              | Cto. España Juvenil                          | 2º                                           | Subcampeón                                   |
| 1966–67   |                                              | Cto. España Juvenil                          |                                              | –                                            |
| 1967–68   |                                              | Cto. España Juvenil                          |                                              | –                                            |
| 1968–69   |                                              | Cto. España Juvenil                          | 1º                                           | Campeón                                      |
| 1969–70   |                                              | Cto. España Juvenil                          | 2º                                           | Subcampeón                                   |
| 1970–71   |                                              | Cto. España Juvenil                          | 1º                                           | Campeón                                      |
| 1971–72   |                                              | Cto. España Juvenil                          |                                              | –                                            |
| 1972–73   |                                              | Cto. España Juvenil                          | 4º                                           | –                                            |
| 1973–74   |                                              | Cto. España Juvenil                          | 1º                                           | Campeón                                      |
| 1974–75   |                                              | Cto. España Juvenil                          |                                              | –                                            |
| 1975–76   |                                              | Cto. España Juvenil                          | 1º                                           | Campeón                                      |
| 1976–77   |                                              | Cto. España Juvenil                          |                                              | –                                            |
| 1977–78   |                                              | Cto. España Juvenil                          |                                              | –                                            |
| 1978–79   |                                              | Cto. España Juvenil                          | 4º                                           | –                                            |
| 1979–80   |                                              | Cto. España Juvenil                          | 1º                                           | Campeón                                      |
| 1980–81   |                                              | Cto. España Juvenil                          | 1º                                           | Campeón                                      |
| 1981–82   |                                              | Cto. España Juvenil                          |                                              | –                                            |
| 1982–83   |                                              | Cto. España Juvenil                          | 1º                                           | Campeón                                      |
| 1983–84   |                                              | Cto. España Juvenil                          | 2º                                           | Subcampeón                                   |
| 1984–85   |                                              | Cto. España Juvenil                          | 5º                                           | –                                            |
| 1985–86   |                                              | Cto. España Juvenil                          | 5º                                           | –                                            |
| 1986–87   |                                              | Cto. España Juvenil                          | 1º                                           | Campeón                                      |
| 1987–88   |                                              | Cto. España Juvenil                          | 2.º                                          | Subcampeón                                   |
| 1988–89   |                                              | Cto. España Juvenil                          | 4º                                           | –                                            |
| 1989–90   |                                              | Cto. España Juvenil                          | 3.º                                          | –                                            |
| 1990–91   |                                              | Cto. España Juvenil                          | 1º                                           | Campeón                                      |
| 1991–92   |                                              | Cto. España Juvenil                          | 5.º                                          | –                                            |
| 1992–93   |                                              | Cto. España Juvenil                          | 4.º                                          | –                                            |
| 1993–94   |                                              | Cto. España Juvenil                          | 1.º                                          | Campeón                                      |
| 1994–98   | Sin competir hasta integrarse en la Liga EBA | Sin competir hasta integrarse en la Liga EBA | Sin competir hasta integrarse en la Liga EBA | Sin competir hasta integrarse en la Liga EBA |
| 1998–99   | 3                                            | Liga EBA                                     | 5.º                                          | –                                            |
| 1999–00   | 3                                            | Liga EBA                                     | 7.º                                          | –                                            |
| 2000–01   | 4                                            | Liga EBA                                     | 3.º                                          | –                                            |
| 2001–02   | 4                                            | Liga EBA                                     | 3.º                                          | –                                            |
| 2002–03   | 4                                            | Liga EBA                                     | 4.º                                          | –                                            |
| 2003–06   | Equipo disuelto                              | Equipo disuelto                              | Equipo disuelto                              | Equipo disuelto                              |
| 2006–07   | 3                                            | LEB Plata1                                   | 18.º                                         | Descendido                                   |
| 2007–08   | 4                                            | LEB Bronce                                   | 6.º                                          | Cuartofinalista                              |
| 2008–09   | 4                                            | LEB Bronce                                   | 15.º                                         | -                                            |
| 2009–10   | 3                                            | LEB Plata                                    | 16.º                                         | Descendido                                   |
| 2010–11   | 4                                            | Liga EBA                                     | 10.º                                         | 2.º 2                                        |
| 2011–12   | 4                                            | Liga EBA                                     | 4.º                                          | 4º 3                                         |
| 2012–13   | 4                                            | Liga EBA                                     | 17.º                                         | 5.º 4                                        |
| 2013–14   | 4                                            | Liga EBA                                     | 7.º                                          | 3º 5                                         |
| 2014–15   | 4                                            | Liga EBA                                     | 4.º                                          | Campeón 6                                    |
| 2015–16   | 4                                            | Liga EBA                                     |                                              | 6.º 7                                        |
| 2016–17   | 4                                            | Liga EBA                                     |                                              | 3º 5                                         |
| 2017–18   | 4                                            | Liga EBA                                     |                                              | 4.º 3                                        |
| 2018–19   | 4                                            | Liga EBA                                     |                                              | 2.º                                          |
| 2019–20   | 4                                            | Liga EBA                                     |                                              | 3.º 5                                        |
| 2020–21   | 4                                            | Liga EBA                                     | NP                                           | Campeón 6                                    |
| 2021–22   | 4                                            | Liga EBA                                     | NP                                           | Campeón 6                                    |
| 2022–23   | 4                                            | Liga EBA                                     | NP                                           | Campeón 6                                    |
| 2023–24   | 4                                            | Liga EBA                                     | NP                                           | Campeón 6                                    |

Nota 1: La Liga LEB Plata se denominaba LEB 2
Nota 2: El equipo quedó subcampeón de la Liga Regular (en su respectivo grupo -Grupo B-), y fue eliminado en Semifinales, quedando 10º.
Nota 3: El equipo quedó 4º en la Liga Regular (en su respectivo grupo -Grupo B-).
Nota 4: El equipo quedó 5º en Liga Regular (en su respectivo grupo -Grupo B-).
Nota 5: El equipo quedó 3º en Liga Regular (en su respectivo grupo -Grupo B-).
Nota 6: El equipo quedó 1º en Liga Regular (en su respectivo grupo -Grupo B-. Campeón).
Nota 7: El equipo quedó 6º en Liga Regular (en su respectivo grupo -Grupo B-).

El Hesperia (filial "B" durante su existencia) disputaría el Campeonato Nacional de Liga de 1.ª División durante 3 temporadas, 1957-58 (6.º), 1958-59 (8.º) y 1959-60 (5.º) cuando abandona tras renunciar al finalizar la temporada (año en que queda subcampeón de Copa frente al primer equipo), siendo su plaza ocupada por el Canoe que evita de esta manera el descenso, pasando el equipo juvenil del Real Madrid a ser el filial "B".

### Campeonato Regional de Castilla
| Temporada | Categoría       | Competición            | Posición | Notas      |
| --------- | --------------- | ---------------------- | -------- | ---------- |
| 1931–32   | 2.ª Categoría3. | Cto. Regional Castilla | 2º       | Subcampeón |
| 1934–35   | 1.ª Categoría.  | Cto. Regional Castilla | 2.º      | Subcampeón |
| 1954–55   | 2.ª Categoría.  | Cto. Regional Castilla | 1.º      | Campeón    |

En este caso mencionadas aquellas ediciones en las que llegó el equipo a la final.
Nota 3: El Campeonato de Castilla de 2.ª Categoría equivalía a la segunda división de la citada competición.

### Campeonato de España (Copa de España)
| Temporada | Categoría       | Competición                     | Posición  | Notas      |
| --------- | --------------- | ------------------------------- | --------- | ---------- |
| 1957-58   | 1.ª Categoría   | Cto. de España (Copa de España) | 5.º       |            |
| 1958-59   | 1.ª Categoría   | Cto. de España (Copa de España) | semifinal |            |
| 1959-60   | 1.ª Categoría4. | Cto. de España (Copa de España) | 2.º       | Subcampeón |

Nota 4: El filial, como Club Hesperia Madrid, se enfrentaría al primer equipo (al igual que ocurriría en fútbol con el Castilla), siendo un hecho insólito, aunque durante tres ediciones disputaría la Liga Nacional de 1.ª D. coincidiendo con el primer equipo

### Torneo de Liga EBA de la FBM
| Temporada | Categoría     | Competición                              | Posición | Notas   |
| --------- | ------------- | ---------------------------------------- | -------- | ------- |
| 2014-15   | Categoría EBA | Cto. de Madrid (cantegoría inferior EBA) | 1.º      | Campeón |

En este caso mencionadas aquellas ediciones en las que llegó el equipo a la final.